# Elizabeth Lail
Elizabeth Lail, née le 25 mars 1992 dans le comté de Williamson, au Texas, est une actrice américaine. Elle est remarquée par son interprétation d'Anna dans la série télévisée Once Upon a Time (2014), puis elle est à l'affiche de la première saison de la série You (2018-2019).

## Biographie

### Jeunesse et formation
Elizabeth Dean Lail, née dans le comté de Williamson, au Texas, est la fille de Dean Lail et de Kay Surratt,. Elle a une sœur, Kathryn. Elizabeth Lail étudie au lycée Asheboro High School.
En 2010, elle commence à suivre des cours de théâtre à l’université de Caroline du Nord, University of North Carolina School of the Arts, où elle joue notamment dans les courts métrages Model Airplane et Without.
Elle termine son cursus en 2014 et s'installe à New York pour devenir actrice.

### Carrière
En 2014, Elizabeth Lail se fait remarquer en incarnant le personnage d'Anna dans la quatrième saison de la sérié fantastique Once Upon a Time. L'année suivante, elle passe des auditions afin d'incarner Kara Zor-El pour la série télévisée fantastique Supergirl mais le rôle est finalement attribué à Melissa Benoist. Dans le même temps, elle obtient un rôle récurrent dans Videosynchrazy, une série télévisée développée par David Fincher mais qui est abandonnée par HBO.
En 2016, l'actrice revient dans la nouvelle série des créateurs de la série télévisée Once Upon a Time, Dead of Summer : Un été maudit, où elle joue Amy. La série était prévue pour être une anthologie dans laquelle chaque saison aurait été indépendante et aurait disposé d'un début et d'une fin ainsi que de son propre univers/thème mais son annulation prématurée fait qu'une unique saison est produite. En effet, Freeform annonce l'annulation de la série en raison des audiences décevantes.
Elle apparaît ensuite dans les séries Blacklist et The Good Fight avant de se voir proposer le rôle de Guinevere Beck dans la première saison de la série You diffusée sur la chaîne Lifetime et sur la plateforme Netflix. Elle y donne la réplique à Penn Badgley. La série est acclamée par les critiques. Créditée en tant que personnage principal lors de la saison 1, elle est invitée à participer à un épisode de la saison 2.
Propulsée en vedette, en 2019, elle est l'héroïne de Countdown, un film d'horreur avec Peter Facinelli et Talitha Bateman,. Elle y incarne une jeune femme qui se laisse prendre au jeu d'une application censée prédire le jour de votre mort.
En 2023, Elizabeth Lail joue le rôle de Vanessa, la fille de William Afton dans le film Five Nights at Freddy's.

## Filmographie

### Cinéma

#### Longs métrages
- 2018 : Unintended d'Anja Murmann : Lea
- 2019 : Countdown de Justin Dec : Quinn Harris
- 2022 : Mack and Rita de Katie Aselton : Mack
- 2023 : Five Nights at Freddy's d'Emma Tammi : Vanessa Shelly
- 2025 : Five Nights at Freddy's 2 (film) d'Emma Tammi : Vanessa Shelly

#### Courts métrages
- 2011 : Model Airplane de Gerik Gooch : Anna
- 2014 : Without de Joseph Hefner : Emily

### Télévision

#### Séries télévisées
- 2014 : Once Upon a Time : la princesse Anna d'Arendelle (saison 4, 10 épisodes)
- 2016 : Dead of Summer : Un été maudit (Dead of Summer) : Amy Hughes (saison 1, 10 épisodes)
- 2017 : Blacklist : Natalie Luca (saison 4, épisode 12)
- 2018 : The Good Fight : Emily Chapin (saison 2, épisode 11)
- 2018-2019 : You : Guinevere Beck (saison 1, 10 épisodes et saison 2, 1 épisode)
- 2021 : Gossip Girl : Lola Morgan (8 épisodes)
- 2021-2022 : : Ordinary Joe (en) : Jenny Banks (13 épisodes)
- 2024-2025 : Elsbeth : Quinn Powers (saison 1, épisode 8 et saison 2, épisode 20)

## Voix françaises
- Emmylou Homs[12] dans (les séries télévisées) :
  - Once Upon a Time
  - Dead of Summer : Un été maudit
  - The Good Fight

- Karine Foviau[12] dans :
  - You (série télévisée)
  - Countdown

Et aussi
- Bénédicte Bosc dans Blacklist[12] (série télévisée)
- Myrtille Bakouche dans Gossip Girl[12] (série télévisée)
- Claire Tefnin dans Five Nights at Freddy's
- Émilie Charbonnier dans Mack and Rita[12]
- Julia Vaidis-Bogard dans Elsbeth[12] (série télévisée)

## Distinctions
Sauf indication contraire ou complémentaire, les informations mentionnées dans cette section proviennent de la base de données IMDb.

### Nominations
- 45e cérémonie des Saturn Awards 2019 : Meilleure actrice dans une série télévisée diffusée en streaming pour You (2018-2019).